# Serra de l'Home (el Montmell)
La Serra de l'Home és una serra situada al municipi del Montmell a la comarca del Baix Penedès, amb una elevació màxima de 524 metres.